# Pulszky család
A cselfalvi és lubóczi nemes és báró Pulszky család egyike Magyarország történelmi családjainak. Több jeles szakember került ki tagjai közül, s többen kiváló katonák voltak.

## Története
A Pulszky család minden bizonnyal a kuruc időkben Lengyelországból költözött át hazánkba. A család a Felvidéket választotta lakhelyéül, majd később a Hegyalja egyik híres bortermelő dinasztiájává vált. 1741 szeptember 13-án Mária Terézia magyar királynő nemességet és családi címert adományozott az Eperjesen lakó polgári származású Pulszky Sámuelnek, valamint gyermekeinek Sámuelnek, Jánosnak, Györgynek, Dánielnek, Anna Rozinának és Éva Erzsébetnek. Ekkor Cselfalvát, mint nemesi adományt kapták tőle a Pulszkyak. Később, Sámuelnek az unokája, Dániel fia Pulszky Károly Emmanuel (1756-1841), Sáros vármegyei táblabíró, 1800. február 5.-én I. Ferenc magyar királytól szerzett birtokadományt és a "lubóczi" nemesi előnév adományozásában részesült, amelyet onnantól a "cselvalvi" mögé használt. Pulszky Károly Emmanuel fia cselfalvi és lubóczi Pulszky Ferenc (1814–1897) politikus, régész, műgyűjtő, az MTA tagja.
A korábban említett Pulszky Károlynak volt egy öccse is, aki talán a család legmagasabbra jutott tagja. Pulszky Ferdinánd Dániel, ugyanis 1799. augusztus 17.-én elnyerte a magyar báróságot, de ezek mellett jeles katona volt, altábornagyi ragjában még a Katonai Mária Terézia-rend nagykeresztjét is megkapta.

## A család jelentősebb tagjai
- Pulszky Ágost (1846–1901) politikus, publicista
- Pulszky Ferdinánd Dániel (?) báró, altábornagy
- Pulszky Ferenc (1814–1897) író, archeológus
- Pulszky Garibaldi (1861–1926) mérnök, miniszteri tanácsos
- Pulszky Károly (1853–1899) műtörténetíró
- Pulszky Polixénia (1857–1921) író
- Pulszky Romola (1891–1978) író, táncos
- Pulszky Sándor (1803–1849) honvéd ezredes

## Album

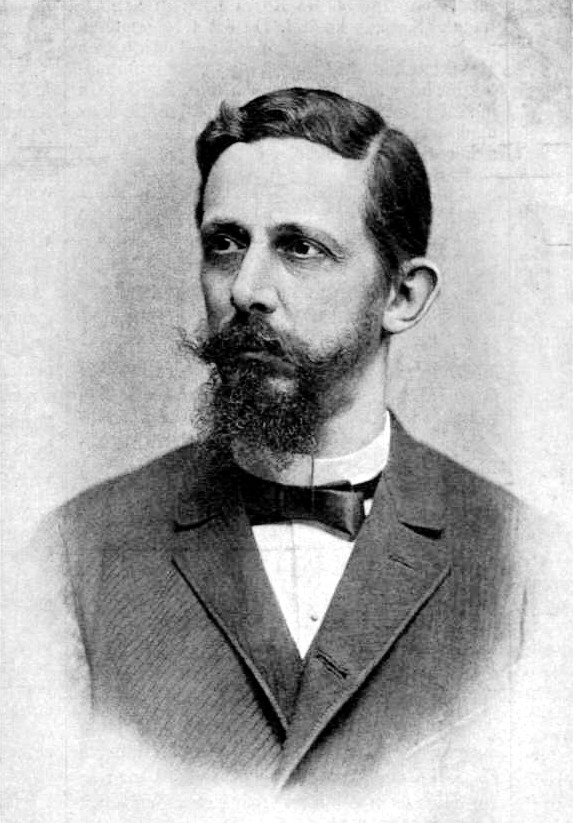
Pulszky Ágost
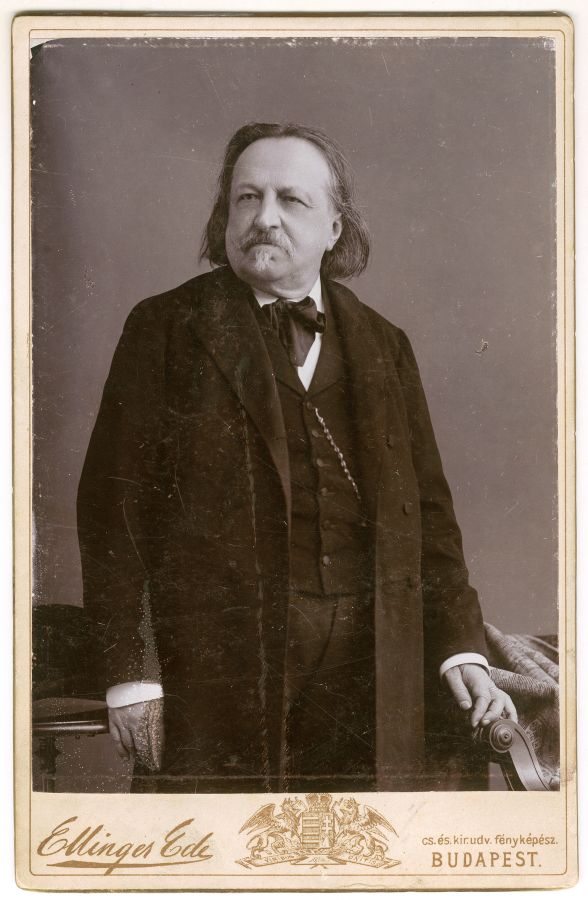
Pulszky Ferenc
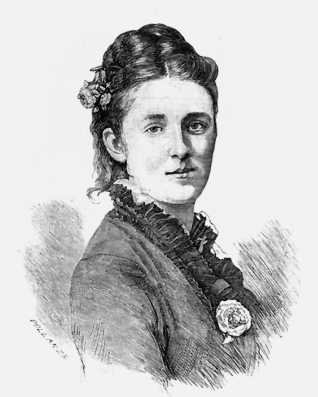
Pulszky Polyxena
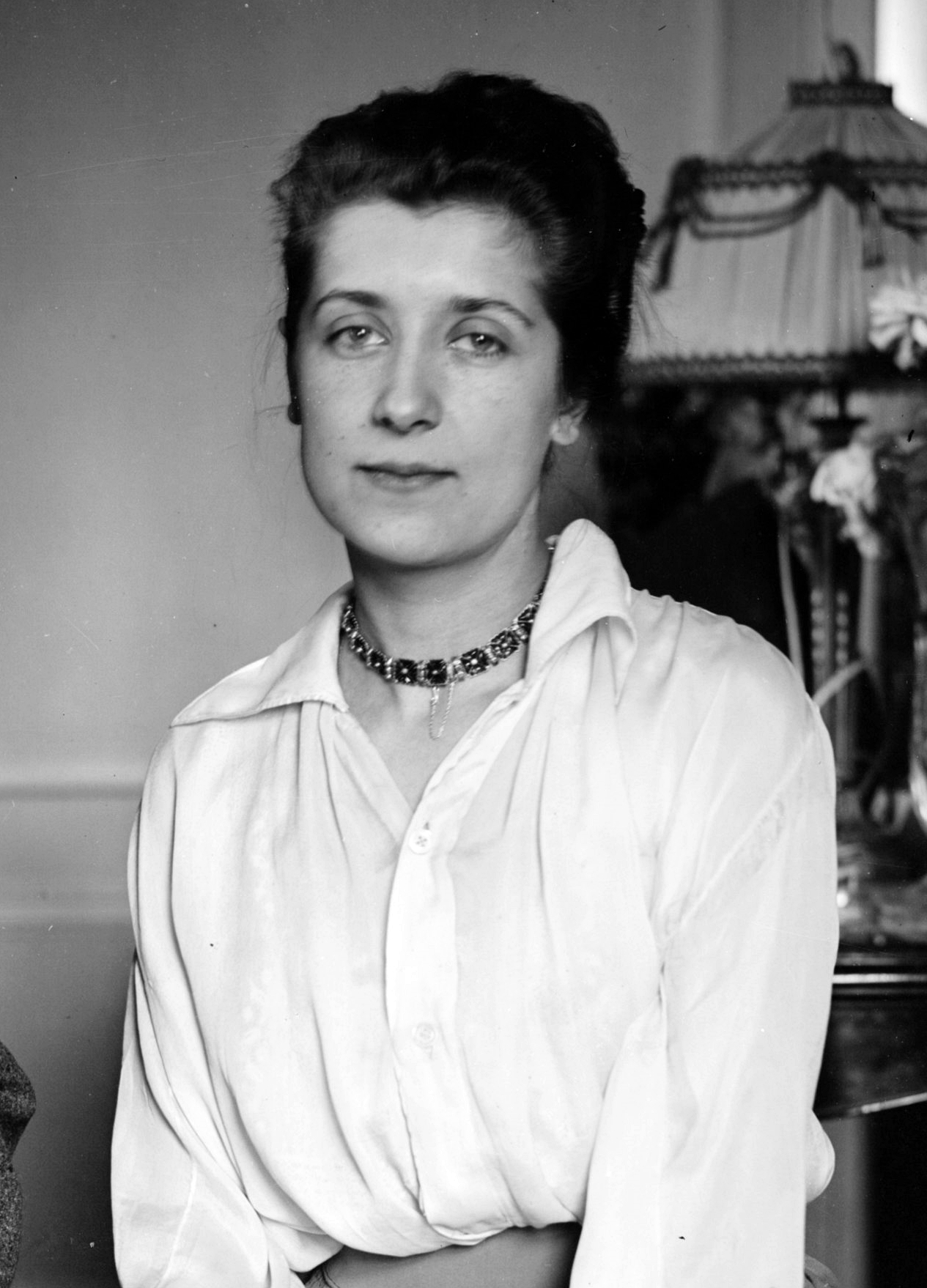
Pulszky Romola
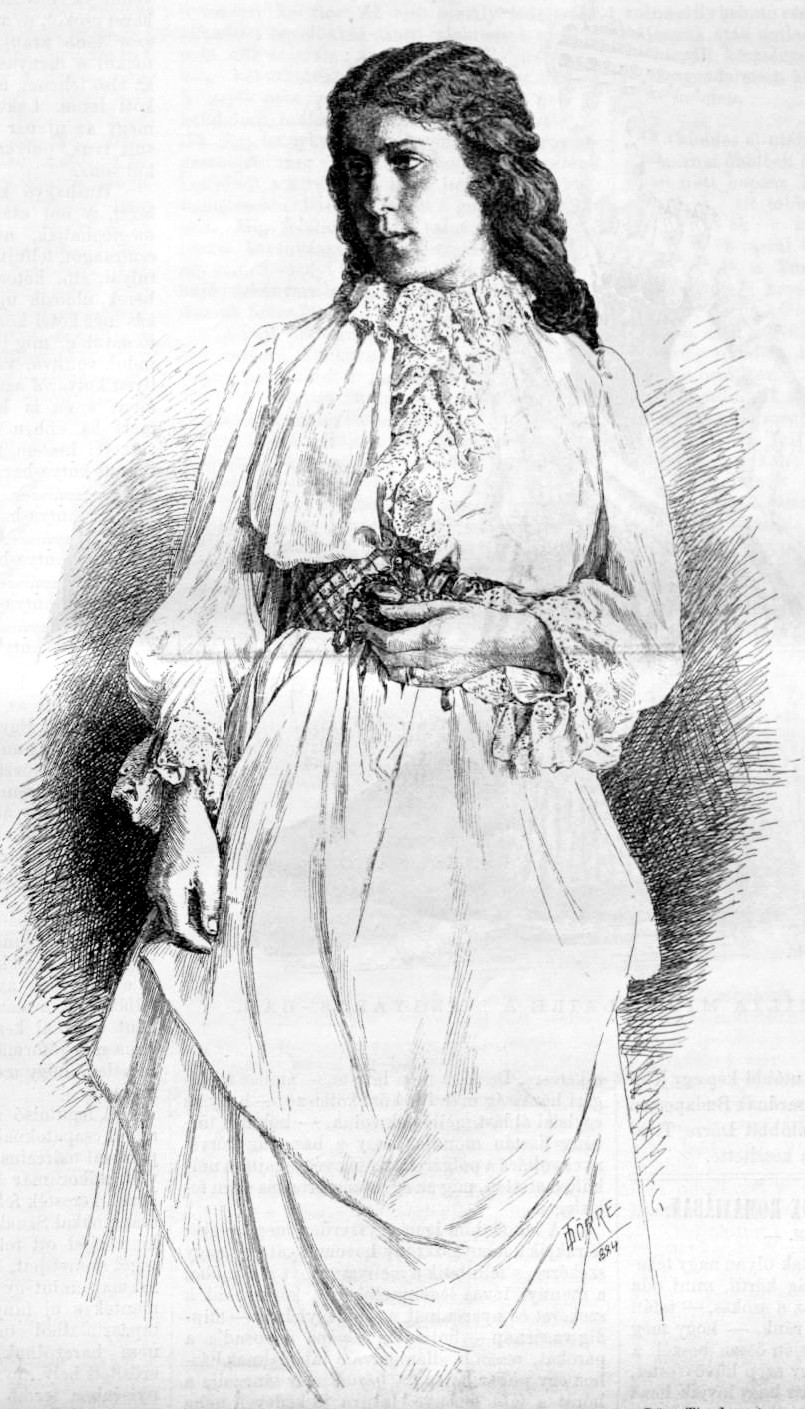
Pulszky Károlyné Márkus Emília